# Accident d'un Dornier 228 d'Agni Air en 2012
Le 14 mai 2012, un avion de ligne Dornier 228 de la compagnie Agni Air assurant le vol CHT s'écrase près de l'aéroport de Jomsom, au Népal. Quinze des vingt-et-une personnes à bord meurent dans l'accident, dont les deux pilotes et l'actrice indienne Taruni Sachdev et sa mère.

## Accident
L'avion effectuait un vol non programmé CHT entre l'aéroport de Pokhara et l'aéroport de Jomsom. Il y avait dix-huit passagers, deux pilotes et une hôtesse de l'air à bord. A 09h30 heure locale (03h45 UTC), le vol CHT a tenté d'atterrir à Jomson, mais la première tentative a été interrompue par les pilotes. Au cours de la remise des gaz qui a suivi, l'une des ailes de l'avion a heurté une colline, ce qui a provoqué l'écrasement de l'appareil et la mort de quinze des vingt-et-une personnes à bord.

## Avion
L'appareil impliqué était un Dornier 228-212 immatriculé 9N-AIG. Il a été construit par Dornier Flugzeugwerke en 1997 et a été exploité par Hornbill Skyways avant d'être acheté par Agni Air en 2008.

## Passagers et équipage
Les victimes sont deux membres d'équipage népalais et treize passagers, dont l'actrice indienne Taruni Sachdev et sa mère. Six autres passagers s'en sortent avec des blessures.
| Nationalité | Morts     | Morts    | Survivants | Survivants | Total |
| ----------- | --------- | -------- | ---------- | ---------- | ----- |
| Nationalité | Passagers | Équipage | Passagers  | Équipage   | Total |
| Népal       | 0         | 2        | 0          | 1          | 3     |
| Inde        | 13        | _        | 3          | _          | 16    |
| Danemark    | 0         | _        | 2          | _          | 2     |